# Louis Ferdinand von Preußen (1907–1994)
Louis Ferdinand Victor Eduard Adalbert Michael Hubertus Prinz von Preußen (* 9. November 1907 in Potsdam; † 25. September 1994 in Bremen) war ein Mitglied und von 1951 bis 1994 Chef des Hauses Hohenzollern. Er führte in dieser Funktion die Familiengeschäfte, war Oberhaupt der Familie und galt für den Fall einer Wiedereinführung der Monarchie als Prätendent für den Thron des Königs von Preußen und des Deutschen Kaisers.

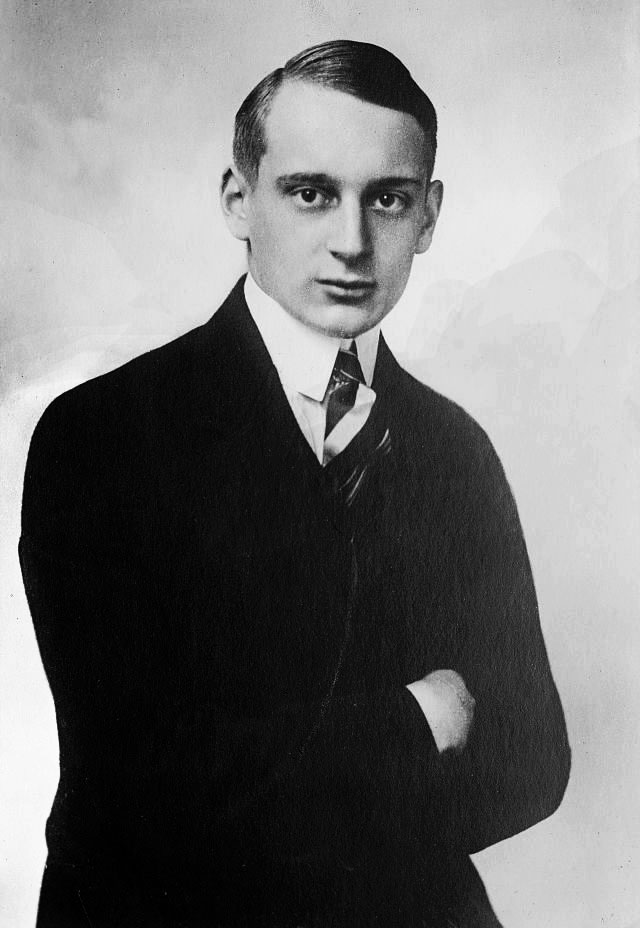
Louis Ferdinand (um 1927)

## Leben

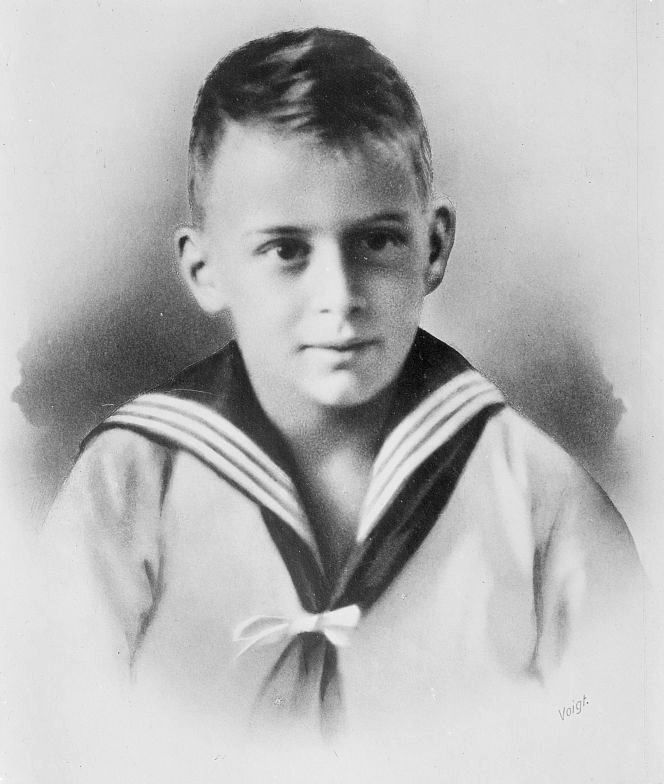
Louis Ferdinand, etwa 1913

Louis Ferdinand war der zweitälteste Sohn des Kronprinzen Wilhelm und seiner Gemahlin Herzogin Cecilie zu Mecklenburg-Schwerin. Einen großen Teil seiner Kindheit verlebte er in Langfuhr bei Danzig, wo sein Vater das 1. Leibhusaren-Regiment als Regimentskommandeur befehligte. An seinem 10. Geburtstag wurde Prinz Louis Ferdinand traditionsgemäß als Leutnant in das 1. Garde-Regiment zu Fuß eingestellt. Sein Großvater Kaiser Wilhelm II. nahm ihn zum selben Anlass als Ritter des Schwarzen Adlerorden in diesen höchsten preußischen Orden auf. Sein Hauslehrer war ab 1916 der Philologe Carl Kappus. Nach Angaben seiner Mutter hatte Louis Ferdinand im Gegensatz zu seinem älteren Bruder Wilhelm wenig Interesse am Soldatentum und der Militärtradition der Hohenzollern. Stattdessen war er schon in seiner Jugend eher musisch und künstlerisch veranlagt.
Er studierte zusammen mit seinem älteren Bruder Wilhelm, dem Thronanwärter,
an der Friedrich-Wilhelms-Universität zu Berlin Nationalökonomie und wurde 1929 mit 21 Jahren promoviert. Entsprechend der familiären Tradition schloss er sich dem Corps Borussia Bonn an, in dem sein älterer Bruder Wilhelm zur gleichen Zeit aktiv war. Bereits im Wintersemester 1926/27 trat er noch als Fuchs wieder aus. Er engagierte sich nicht politisch.
Aus unbestätigten Quellen geht hervor, dass Louis Ferdinand, der eine Vorliebe für die spanische Sprache hatte und sich einige Zeit am spanischen Hof in Madrid aufgehalten hatte, eine Verlobung mit der Infantin Maria Christina (1911–1996), Tochter Alfons’ XIII. anstrebte, die wegen der Ablehnung des dortigen Königshauses nicht zustande gekommen sei.
Während eines längeren Aufenthalts in den Vereinigten Staaten, den der Prinz 1929 antrat, war er zeitweilig mit der Schauspielerin Lili Damita liiert. Das Geld für die Amerikareise hatte er von seinem Großvater Wilhelm II. für sein Examen erhalten. Der Kaiser gab seinem Enkel auch ein Empfehlungsschreiben an seinen Jugendfreund Poultney Bigelow mit, welcher Louis Ferdinand mit dem Gouverneur von New York Franklin D. Roosevelt und dem Industriellen Henry Ford bekannt machte. Louis Ferdinand arbeitete daraufhin längere Zeit als Fließbandarbeiter bei der Ford Motor Company. In den Vereinigten Staaten legte er auch seine Pilotenprüfung ab.
Als sein älterer Bruder Wilhelm nicht ebenbürtig geheiratet und damit das Thronanwärterrecht verloren hatte, kehrte Louis Ferdinand 1933 in das Deutsche Reich zurück. Am 2. Mai 1938 heiratete er in Potsdam Kira Kirillowna Romanowa (1909–1967), Tochter des Großfürsten Kyrill Wladimirowitsch Romanow (nach 1918 Oberhaupt des Hauses Romanow) und der Prinzessin Victoria Melita geb. Prinzessin von Großbritannien und Irland, auch Prinzessin von Sachsen-Coburg und Gotha, gesch. Großherzogin von Hessen und bei Rhein (Hessen-Darmstadt). Die Eheleute waren über ihre gemeinsamen Vorfahren Königin Victoria und Großherzog Friedrich Franz II. miteinander verwandt.

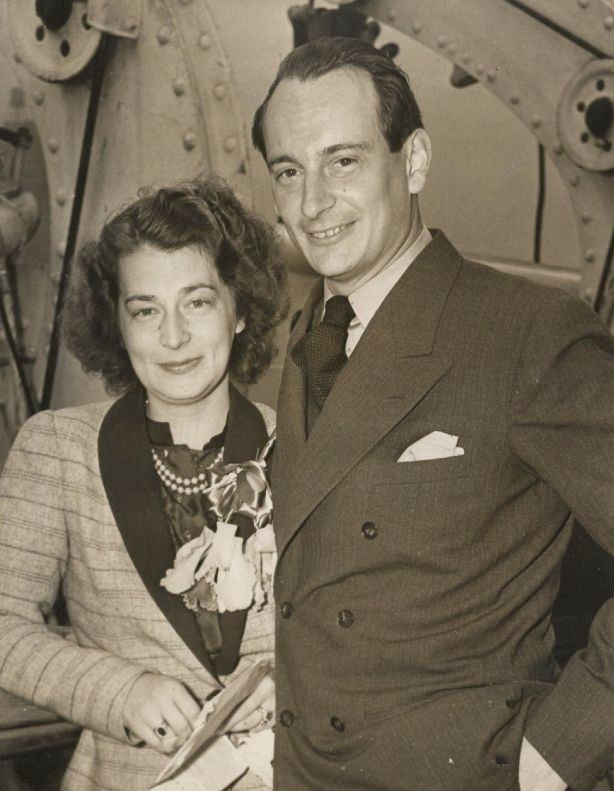
Louis Ferdinand mit seiner Ehefrau Kira, 1938

Im Jahr 1940 fiel sein älterer Bruder Wilhelm im Frankreich-Feldzug, was Hitler zum Prinzenerlass veranlasste: Künftig war allen Angehörigen des Hauses Hohenzollern der Kriegsdienst an der Front untersagt; dies betraf auch Louis Ferdinand, der bei der Luftwaffe als Transport- und Blindfluglehrer im Dienstgrad Oberleutnant gedient hatte. Er bewirtschaftete von da an bis zur Flucht im Sommer 1944 das Gut Cadinen in Ostpreußen, die ehemalige Sommerresidenz seines Großvaters.
Louis Ferdinand hielt seit Ende der 1930er Jahre nach eigenen Angaben Verbindung zum Widerstand gegen den Nationalsozialismus. Er war im Gespräch, nach dem Attentat vom 20. Juli 1944 Staatsoberhaupt des Deutschen Reiches zu werden. Zu den Personen des 20. Juli 1944 zählten viele Monarchisten bzw. Anhänger des deutschen Kaiser- und preußischen Königshauses, die beabsichtigten, im Falle eines Erfolges wieder zur Monarchie zurückzukehren. Nach dem Scheitern des Attentats wurde Louis Ferdinand von der Geheimen Staatspolizei verhört. Laut der Historikerin Karina Urbach kann man Louis Ferdinand jedoch kaum als Widerständler bezeichnen.

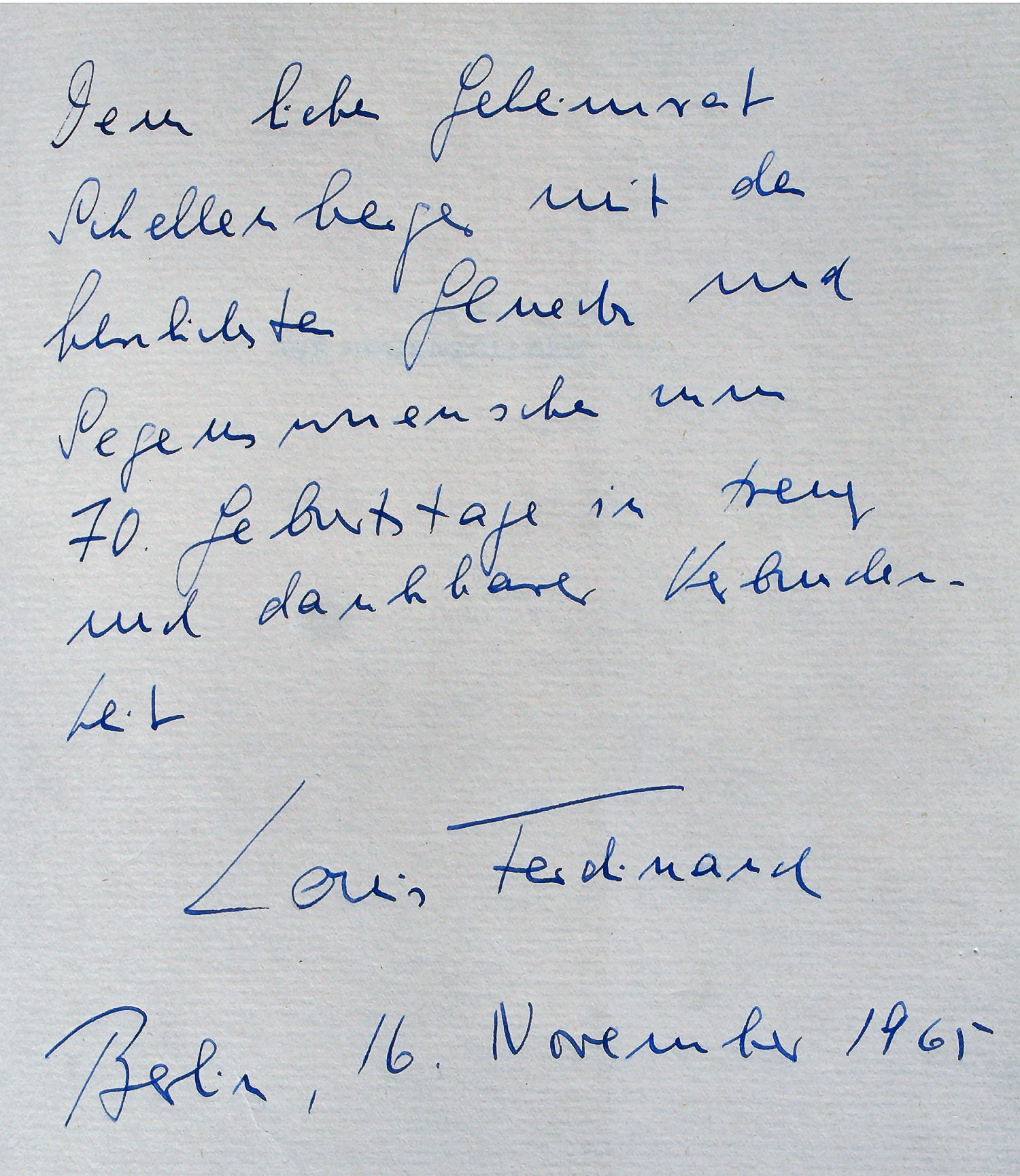
Handschriftbeispiel mit Unterschrift von Louis Ferdinand (1965)

Bei Kriegsende kam Louis Ferdinand zunächst nach Bad Kissingen. 1947 zog er nach Bremen, wo er mit seiner Familie ab 1950 den Wümmehof in Borgfeld bewohnte. Durch den Tod seines Vaters am 20. Juli 1951 wurde er Chef des Hauses Hohenzollern (Preußen). 1954 siedelte die Familie nach Berlin um, wo sie 1961 ein neues Haus errichtete, welches sie nach dem im Vorjahr in Ost-Berlin endgültig beseitigten Schloss Monbijou „Monbijou“ nannte.
Louis Ferdinand hat keinen Zweifel daran gelassen, dass er bei einer Restauration der Monarchie für das Amt des Kaisers zur Verfügung stünde.
Er veranlasste nach der Deutschen Wiedervereinigung die Umbettung Friedrichs des Großen im Jahr 1991 aus der Christuskapelle der Burg Hohenzollern in die Gruft von Sanssouci. Ebenfalls 1991 beanspruchte er die Rückerstattung des 1945 von der Sowjetischen Militäradministration in Deutschland entschädigungslos enteigneten Privatbesitzes an seine Familie auf Grundlage des aus der Deutschen Demokratischen Republik fortgeltenden Gesetzes zur Regelung offener Vermögensfragen (VermG). Die Initiative scheiterte, weil das Gesetz ausdrücklich nicht auf Enteignungen auf besatzungsrechtlicher oder besatzungshoheitlicher Grundlage anwendbar war.
Auf Louis Ferdinand folgte als Chef des Hauses 1994 sein Enkel Georg Friedrich Prinz von Preußen, der Sohn seines drittältesten Sohnes Louis Ferdinand Prinz von Preußen, der 1977 tödlich verunglückt war. Louis Ferdinand war bereits verstorben, als im Jahr 1994 der Bund, hauptsächlich um den durch die Bodenreform in der SBZ im Jahr 1945 Geschädigten Ausgleichsleistungen zu verschaffen, das Entschädigungs- und Ausgleichsleistungsgesetz (EALG) verabschiedete. Dieses Gesetz wurde zur Grundlage der Entschädigungsforderungen der Hohenzollern, die im Jahr 2019 eine öffentliche Debatte um die historische Rolle seines Vaters auslösen sollten. Im Frühjahr 2023 teilte Georg Friedrich von Preußen offiziell mit, dass er auf Entschädigung der Kunstgegenstände verzichtet und alle entsprechenden Klagen zurückzieht.
Louis Ferdinand, seine Frau Kira und einige ihrer Kinder sind in der russisch-orthodoxen Auferstehungskapelle der Burg Hohenzollern in einem Urnengrab beigesetzt.

## Komponist
Louis Ferdinand war wie sein seinerzeit berühmter Namenspatron Louis Ferdinand von Preußen auch Komponist und fand Anerkennung für seine Werke. Er komponierte das Glockenspiel für die Kaiser-Wilhelm-Gedächtniskirche in Berlin und den Fridericus-Rex-Gedenkmarsch  sowie An mein Potsdam. Vor allem vertonte er deutsche Gedichte des 19. Jahrhunderts aus der Zeit der Romantik.

## Nachkommen
- Friedrich Wilhelm (1939–2015)

⚭ 1967–1975 Waltraud Freydag (1940–2010)
⚭ 1976–2003 Ehrengard von Reden (* 1943)
⚭ 2004 Sibylle Kretschmer (* 1952)
- Michael (1940–2014)

⚭ 1966–1982 Jutta Jörn (* 1943)
⚭ 1982 Brigitta von Dallwitz-Wegner (1939–2016)
- Marie-Cécile Kira Viktoria Luise (* 1942)

⚭ 1965–1989 Friedrich August Herzog von Oldenburg (1936–2017)
- Kira Auguste Viktoria Friederike (1943–2004)

⚭ 1973–1984 Thomas Frank Liepsner (* 1945)
- Louis Ferdinand (1944–1977, Manöverunfall)

⚭ 1975 Donata Emma Gräfin zu Castell-Rüdenhausen (1950–2015)
- Christian-Sigismund (* 1946)

⚭ 1984 Nina Helene Lydia Alexandra Gräfin zu Reventlow a.d.H. Damp (* 1954)
- Xenia (1949–1992)

⚭ 1973–1978 Per-Edvard Lithander (1945–2010)

## Erbfolge
Der Vater Louis Ferdinands, Kronprinz Wilhelm, hatte durch Erbvertrag mit seinem Vater, dem exilierten Kaiser Wilhelm II., und seinem Sohn Louis Ferdinand festgelegt, dass jeder Nachkomme vom Erbe ausgeschlossen sei, der „nicht aus einer den Grundsätzen der alten Hausverfassung des Brandenburg-Preußischen Hauses entsprechenden Ehe stammt oder in einer nicht hausverfassungsmäßigen Ehe lebt“. Da Louis Ferdinands älterer Bruder Wilhelm (1906–1940) eine nicht ebenbürtige Frau geheiratet hatte und zudem 1940 ohne Hinterlassung von Söhnen gefallen war, sah der Vertrag ferner vor, dass das Gesamtvermögen des Kronprinzen (der zugleich Alleinerbe des Kaisers war) an Louis Ferdinand als Vorerben und nach dessen Tod an den nächstältesten, gemäß der vorstehenden Bestimmung nachfolgeberechtigten Sohn als Nacherben fallen solle.
Von den vier Söhnen Louis Ferdinands hatte jedoch nur einer der jüngeren Söhne, Louis Ferdinand jr., hausgesetzmäßig eine Gräfin aus mediatisiertem Fürstenhaus geheiratet, während die Ehe des jüngsten Sohnes Christian Sigismund (mit einer niederadligen Gräfin) vom Vater ausnahmsweise als hausgesetzmäßig anerkannt worden war, nicht jedoch die Ehen der beiden älteren Söhne. Als der Älteste, Friedrich Wilhelm, nach dem Tod seines Vaters einen Erbschein als alleiniger Nacherbe seines Großvaters, Kronprinz Wilhelm, beantragte und das Landgericht Hechingen ihm in einer Anhörung zunächst Recht gab, klagte der einzige Sohn seines bereits 1977 vorverstorbenen jüngeren Bruders Louis Ferdinand jr., Georg Friedrich (* 1976), gegen diese Entscheidung, da Friedrich Wilhelm nach dessen Auffassung aufgrund nicht ebenbürtiger Eheschließung gemäß dem Erbvertrag aus der Erbfolge ausgeschlossen sei. Der Bundesgerichtshof entschied mit Urteil vom 2. Dezember 1998 (Az.: IV ZB 19/97): „Ein Erblasser, dem aus Gründen der Familientradition am Rang seiner Familie nach den Anschauungen des Adels liegt, kann für seinen von der Herkunft der Familie geprägten Nachlass letztwillig wirksam anordnen, dass von seinen Abkömmlingen derjenige nicht sein alleiniger Nacherbe werden kann, der nicht aus einer ebenbürtigen Ehe stammt oder in einer nicht ebenbürtigen Ehe lebt.“ Der Rechtsstreit wurde an das Landgericht zurückverwiesen, damit dieses prüfen konnte, welche Anwärter auf das Erbe der Ebenbürtigkeitsklausel genügten. Gegen dieses Urteil legte der zweitälteste Sohn Louis Ferdinands, Michael, Verfassungsbeschwerde beim Bundesverfassungsgericht ein. Dieses hat daraufhin das Urteil des Bundesgerichtshofes durch Entscheidung vom 22. März 2004 aufgehoben, weil es mit der Eheschließungsfreiheit nach Art. 6 Abs. 1 des Grundgesetzes und der Abschaffung der Monarchie als Staatsform unvereinbar sei. Das Bundesverfassungsgericht erklärte ferner die Hausgesetze der brandenburg-preußischen Hohenzollern für staatsrechtlich gegenstandslos: „Die Verfassung des Deutschen Reiches vom 16. April 1871 wurde aufgehoben (Art. 178 Abs. 1 Weimarer Reichsverfassung). Art. 81 Abs. 1 der preußischen Verfassung hob die Verfassung vom 31. Januar 1850 auf. Damit wurden gleichzeitig die Hausgesetze des ehemals regierenden Kaiser- und Königshauses in staatsrechtlicher Hinsicht gegenstandslos.“
Da der Erbvertrag des Kronprinzen damit unanwendbar war, trat die testamentarische Erbfolge gemäß dem persönlichen Testament Louis Ferdinands ein, wonach dessen Enkel Georg Friedrich sein Alleinerbe wurde, allerdings belastet mit Pflichtteilen zugunsten der Geschwister seines Vaters. Georg Friedrich übt seither die Funktion des Familienoberhaupts als „Chef des Hauses“ aus, wurde zum Miteigentümer der Burg Hohenzollern, zum Alleinerben des Immobilien- und Anlagevermögens und zum Anspruchsinhaber für die Rückerstattung der 1945 enteigneten Kunstgegenstände des Hauses Preußen.

## Werke
- Louis Ferdinand Prinz von Preußen: Als Kaiserenkel durch die Welt. Argon, Berlin 1952 (Autobiographie). Neuer Titel in späteren Auflagen: Im Strom der Geschichte, z. B. Louis Ferdinand Prinz von Preußen: Im Strom der Geschichte. Bastei-Lübbe, Bergisch Gladbach 1985, 2. Auflage 1987, ISBN 3-404-61082-2.

## Ehrungen
- 1983 Lucius D. Clay Medaille
- 1993 Schlesierschild der Landsmannschaft Schlesien